# Pyrois
Pyrois is een geslacht van vlinders van de familie uilen (Noctuidae), uit de onderfamilie Hadeninae.

## Soorten
- P. albicilia Hampson, 1894
- P. cinnamomea Goeze, 1781
- P. effusa Boisduval, 1829